# مت هوکینگز
مت هوکینگز (به انگلیسی: Matt Hookings) (متولد ۳۰ ژوئیه ۱۹۹۰) یک بازیگر ولزی، تهیه‌کننده، نویسنده، و کارآفرین است. او کمپانی کملوت فیلمز را در سال ۲۰۱۳ در لندن تأسیس کرد.
هوکینگز کار خود را به عنوان یک بدلکار شروع کرد، او بدلکاری در بسیاری از تولیدات هالیوود انجام داد.